# Борути (Груєцький повіт)
Борути (пол. Boruty) — село в Польщі, у гміні Бельськ-Дужий Груєцького повіту Мазовецького воєводства.
Населення — 112 осіб (2011).
У 1975-1998 роках село належало до Радомського воєводства.

## Демографія
Демографічна структура станом на 31 березня 2011 року:
|          | Загалом | Допрацездатний вік | Працездатний вік | Постпрацездатний вік |
| -------- | ------- | ------------------ | ---------------- | -------------------- |
| Чоловіки | 54      | 14                 | 32               | 8                    |
| Жінки    | 58      | 14                 | 27               | 17                   |
| Разом    | 112     | 28                 | 59               | 25                   |